# Коматк
Коматк (англ. Komatke) — переписна місцевість (CDP) в США, в окрузі Марікопа штату Аризона. Населення — 1013 особи (2020).

## Географія
Коматк розташований за координатами 33°17′43″ пн. ш. 112°9′42″ зх. д. / 33.29528° пн. ш. 112.16167° зх. д. (33.295289, -112.161540). За даними Бюро перепису населення США в 2010 році переписна місцевість мала площу 5,80 км², уся площа — суходіл.

## Демографія
Згідно з переписом 2010 року, у переписній місцевості мешкала 821 особа в 207 домогосподарствах у складі 167 родин. Густота населення становила 141 особа/км². Було 246 помешкань (42/км²).
Расовий склад населення:
| - 92,4 % — корінних американців - 0,9 % — білих - 0,2 % — чорних або афроамериканців - 0,1 % — азіатів |

До двох чи більше рас належало 6,0 %. Частка іспаномовних становила 18,6 % від усіх жителів.
За віковим діапазоном населення розподілялося таким чином: 43,2 % — особи молодші 18 років, 51,6 % — особи у віці 18—64 років, 5,2 % — особи у віці 65 років та старші. Медіана віку мешканця становила 21,6 року. На 100 осіб жіночої статі у переписній місцевості припадало 86,6 чоловіків; на 100 жінок у віці від 18 років та старших — 66,4 чоловіків також старших 18 років.
Середній дохід на одне домашнє господарство становив 31 175 доларів США (медіана — 26 146), а середній дохід на одну сім'ю — 27 388 доларів (медіана — 25 729). За межею бідності перебувало 64,5 % осіб, у тому числі 74,5 % дітей у віці до 18 років та 26,0 % осіб у віці 65 років та старших.
Цивільне працевлаштоване населення становило 266 осіб. Основні галузі зайнятості: мистецтво, розваги та відпочинок — 45,9 %, освіта, охорона здоров'я та соціальна допомога — 25,6 %, роздрібна торгівля — 13,2 %, науковці, спеціалісти, менеджери — 6,4 %.